# Unités républicaines de sécurité
Les unités républicaines de sécurité, également connues sous le sigle : URS, forment un corps spécialisé de la police algérienne. Leur domaine d'intervention est le maintien ou le rétablissement de l'ordre public et la sécurité générale.

## Historique

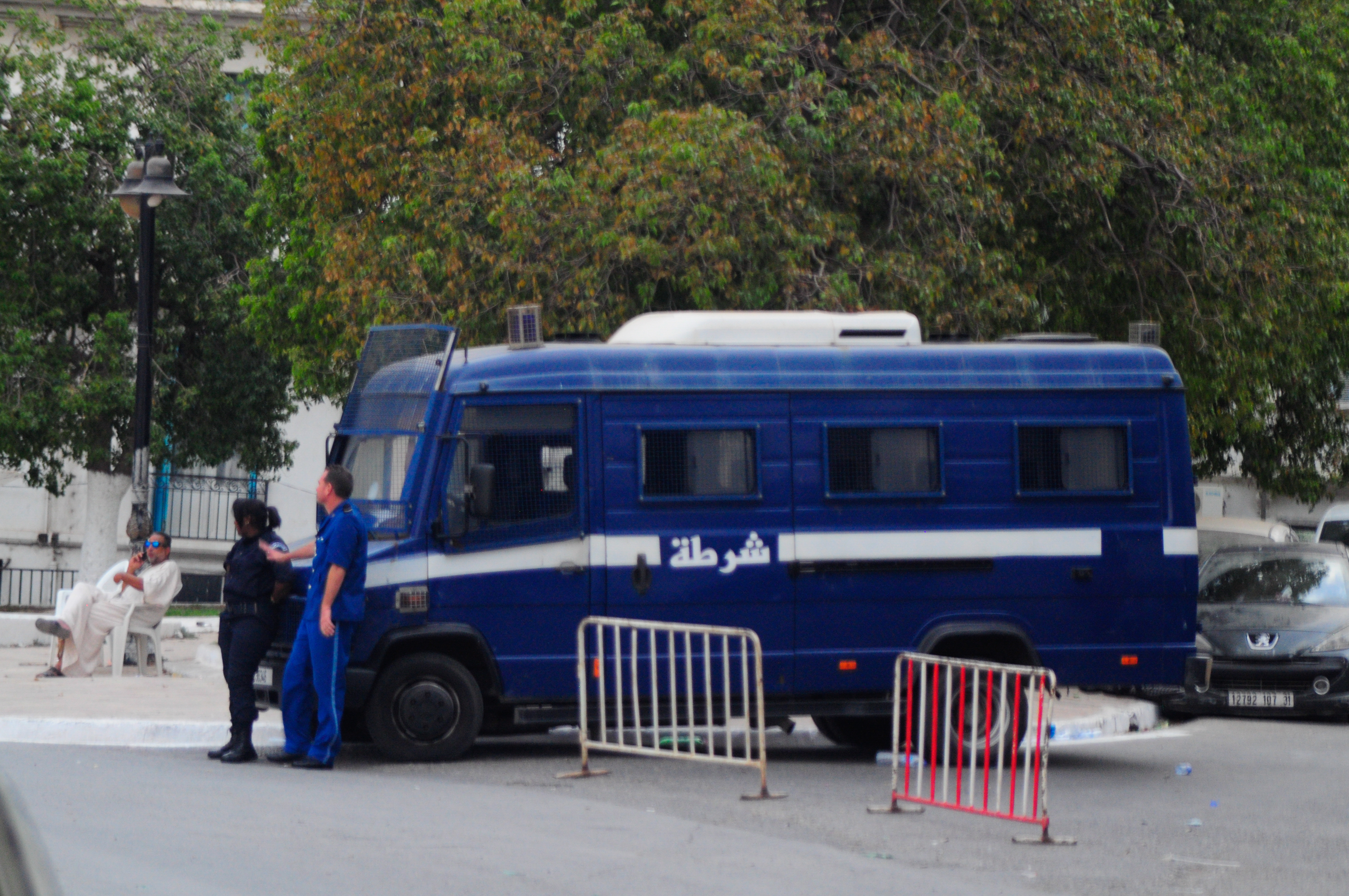
Fourgon des URS.

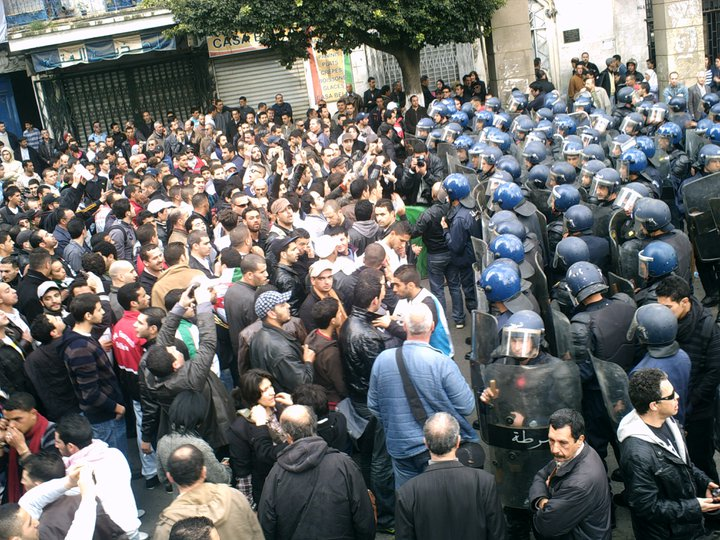
Les URS lors d'une manifestation.

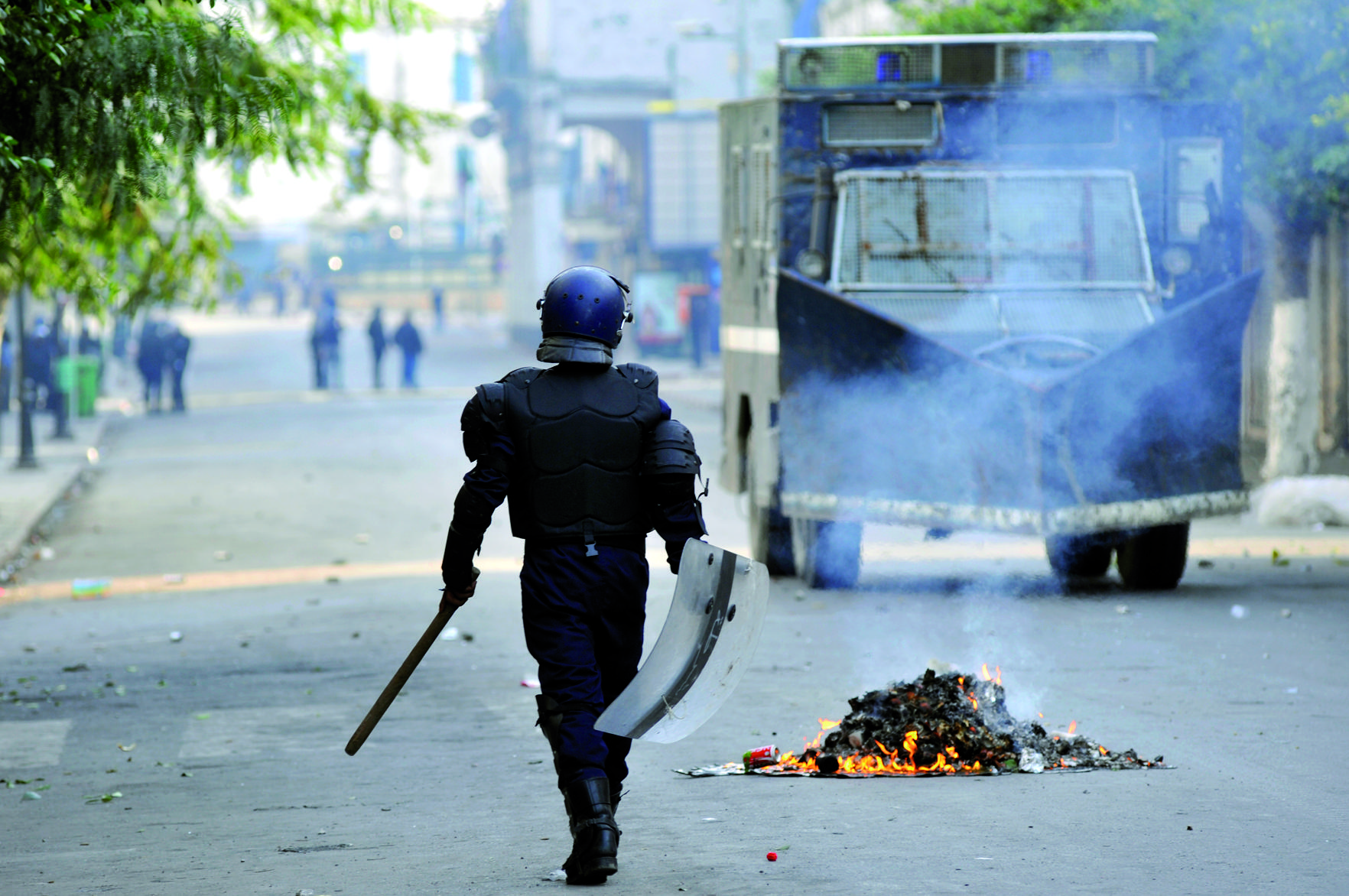
Un URS durant une manifestation

Les unités de maintien de l'ordre existaient déjà auparavant au sein de la police algérienne notamment avec le corps national de sécurité (CNS), qui deviendra par la suite GMP (groupements mobiles de police), puis unités républicaines de sécurité (URS).
Cependant en 2014 les URS ont été dissous puis remplacé par les unités de maintien de l'ordre (UMO) ,
Mais les URS ont été réactivé le 30 juillet 2020 par l'ancien ministre de l'intérieur Khelifa Ounissi.
Cette unité est l'unité anti-émeute et de maintien de l'ordre de la police algérienne.

## Organisation
Le quartier général de la direction des unités républicaines de sécurité (DURS) qui gère toutes les unités URS en Algérie se trouve à El Hamiz dans la wilaya d'Alger.
Au sein des URS on trouve plusieurs services et sous-directions tel que :
- Un état major, la direction des unités républicaines de sécurité (DURS)
- La sous direction des ressources humaines
- La sous direction du matériel
- La sous direction de l'instruction
- Le service central pour les activités pyrotechniques (SCAP)
- Le service médical
- Un groupe d'intervention et de protection (GIP)
- Des groupements régionaux d'intervention
- Des groupements de protection

Les URS sont largement présents en Algérie notamment grâce aux groupements régionaux, et aux unités de protection locales, qui sont réparties un peu partout sur le territoire algérien.
Chaque groupement régional possède 6 sections, et il y a 13 groupements régionaux qui sont répartis sur l'ensemble du territoire.
De plus les URS sont mobiles, en effet ces derniers peuvent intervenir en dehors de wilaya d'affectation sans soutien ou prise en charge nécessaire. Ils disposent de tentes, de cuisines mobiles, d’un hôpital mobile appartenant au service médical et également d'une voiture équipée d'une gazelle lumineuse qui permet d'éclairer une scène d'intervention.

### Unités spécialisés
Au sein des URS on retrouve plusieurs unités spécialisées qui ont des missions différentes que leurs homologues des unités d'intervention et de protection.

#### Le service central pour les activités pyrotechniques SCAP
Le service central pour les activités pyrotechniques SCAP est née à la suite de la fusion de l'unité cynophile et de l'unité de pyrotechnie.
Le SCAP est spécialisé dans la détection et l’élimination d'engins explosifs et de mines.
Le service possède des groupes de démineurs, de techniciens, de maîtres chiens etc.
Ce sont des experts dans la recherche et le maniement des explosifs, de plus le SCAP possède des robots d'intervention technique.
Ce service possède également une brigade cynophile avec des chiens entraînés à la  recherche de drogues, de produits explosifs, ou de personnes.
Très polyvalents ils peuvent autant être sollicités pour rechercher de la drogue, des produits explosifs ou encore des personnes ensevelies sous les décombres en cas de catastrophes naturelles, comme les séismes et les inondations par exemple.

#### Le service médical
Les URS sont également dotés d'un service médical qui est un service important pour les URS.
Ces derniers sont spécialisés dans l'intervention médicale d'urgence, dans la réalisation de soins médicaux, le soutien médical, l'appui sanitaire, et l'évacuation via des ambulances équipées en matériel médical lors d'événements comme des manifestations etc.
Au sein du service médical on trouve des médecins urgentistes, des infirmiers, des auxiliaires sanitaires, et des ambulanciers.
En plus de leur cursus de base en médecine, secourisme etc. ces derniers sont tous formés au secourisme de l’avant.
Ils peuvent prendre en charge très rapidement des urgences vitales (blessés par balles, civils ou policiers) dans un contexte opérationnel dégradé (émeutes, fusillade etc.), et éventuellement de procéder à une extraction, suivi d'une évacuation vers un centre hospitalier.

#### Le groupe d'intervention et de protection (GIP)
Les URS possèdent également une unité d'intervention, il s'agit du groupe d'intervention et de protection (GIP).
Cette unité spéciale à pour mission la protection, l'intervention, l'appui aux unités de maintien de l'ordre, l’interpellation et le contre-terrorisme.
Généralement elle assure une protection en faisant un cordon sécuritaire autour des équipes de maintien de l'ordre en cas d’incident majeur, ces derniers peuvent intervenir si les équipes de maintien de l'ordre se retrouvent face à une personne armée, ou face à un danger imminent.
Elle peut être également déployée en cas de situation de crise avec un fort risque terroriste.
À ce moment-là elle aura pour mission de sécuriser le site, de fixer et d'attendre les unités d'intervention comme la BRI ou le GOSP, ou dans le cas échéant d'intervenir, de l’interpeller, voire de le neutraliser.
Ses éléments sont également formés aux sports de combat et on peut trouver au sein du groupe une élite d'athlètes en arts martiaux.

## Missions
Les URS ont pour mission,, :
- Le maintien et le rétablissement de l’ordre public si nécessaire
- La sécurité et la protection des édifices publics ou des manifestations diverses
- La lutte contre les violences urbaines
- Assurer les missions propres de surveillance et de protection des personnes et des biens
- Elle participe aux côtés des autres services de sécurité aux opérations de police de grande envergure dans le cadre de la lutte contre le crime organisé et contre toute forme d’atteinte à la défense nationale
- La lutte antiterroriste et l'intervention sur des actes terroristes graves
- L'aide et l'assistance aux populations en cas de sinistres graves ou de catastrophes naturelles

## Formation
Les policiers des URS sont formés à l'académie de police de Dar El Beïda, et à l'issue de leur formation, ils seront répartis dans les différents groupements régionaux d'Algérie.
Les policiers des URS sont formés au combat rapproché et font beaucoup de sports de combat (Kuk Sool Won, ju-jitsu etc.).
Ils sont également formés aux techniques de maintien de l'ordre et à la gestion de foule, au tir et au maniement des armes, ils reçoivent également un cursus en droit et juridique.

## Armement et équipement

### Équipement individuel
- Casque à visière

- Gilet pare-balles
- Gilet tactique
- Protection des bras et des jambes
- Gants de protection
- bouclier anti-émeute
- Bâtons de défense (Tonfa, Bâtons de défense télescopique etc.)
- Masque à gaz

### Armement

#### Armes de poing
- Beretta 92
- Glock 17
- Smith & Wesson M&P

#### Fusil d'assaut
- AKM
- AKMS

#### Pistolet mitrailleur
- Beretta M12

#### Fusil à pompe
- RS 202P

#### Spécial
- Taser X22

#### Armement et équipement spécialisés pour le maintien de l'ordre
- Grenades lacrymogène
- Grenades de désencerclement
- Grenades flash
- Grenade assourdissantes
- Federal Riot Gun

### Véhicules
- Fourgon Mercedes-Benz Sprinter
- Fourgon Wolkswagen Crafter
- Fourgon Iveco Daily
- Fourgon Peugeot Boxer
- Minibus Mercedes-Benz Sprinter
- Minibus Wolkswagen Crafter
- Minibus Mercedes-Benz Vario
- Minibus Peugeot Boxer
- Minibus Iveco Daily
- 4X4 Nissan Patrol
- 4X4 Kia Sorento
- Wolkswagen Golf
- Van Mercedes-Benz Vito

#### Véhicules spéciaux
- Véhicule de déblaiement Mercedes-Benz Unimog
- Véhicule canon à eau Mercedes-Benz Atego
- Véhicule d'éclairage "Girafe" Mercedes-Benz Classe G
- Véhicule blindé Nimr ISV
- Fourgon de transport cynophile Mercedes-Benz Sprinter et Wolkswagen Crafter
- Robot caliber
- Robot de déminage